# Alunișu (okręg Ardżesz)
Alunișu – wieś w Rumunii, w okręgu Ardżesz, w gminie Băiculești. W 2011 roku liczyła 182 mieszkańców.